# Anaerotignum faecicola
Anaerotignum faecicola es una bacteria grampositiva del género Anaerotignum. Fue descrita en el año 2020. Su etimología hace referencia a heces. Es anaerobia estricta e inmóvil. Tiene un tamaño de 0,8-0,9 μm de ancho por 2,3-2,6 μm de largo. Forma colonias pequeñas, circulares y blancas translúcidas en agar sangre. Temperatura de crecimiento entre 10-45 °C, óptima de 40 °C. Se ha aislado de heces humanas. 